# Michael Schmid (aviron)
Pour les articles homonymes, voir Michael Schmid et Schmid.
Michael Schmid, né le 2 janvier 1988 à Stans, est un rameur suisse.
Il commence en équipe nationale suisse en 2004 et arrête sa carrière en 2020.
Résultats principaux :

## 2014
- 3e aux championnats d'europe en LM1x
- 3e aux championnats du monde en LM1x
- 1er de la coupe du monde à Lucerne (World rowing cup III) en LM1x

## 2015
Qualification à Aiguebelette pour les Jeux olympiques d'été de 2016.

## 2016
Participation aux Jeux olympiques d'été avec son coéquipier Daniel Wiederkehr en LM2x 

## 2017
- Vainqueur de la Head of the Charles Regatta (en) à Boston en M1x
- Champion d'Europe en LM1x

## 2018
Champion d'Europe en LM1x
- 1er à la coupe du monde à Lucerne (World rowing cup III)
- 2e aux championnats du monde d'aviron en LM1x